# Dietrich Buxtehude
Diderich Buxtehude (tysk: Dietrich Buxtehude; født 1637 formentlig i Oldesloe, Holsten; død 9. maj 1707) var en af baroktidens store komponister.
Han var søn af Mariakirkens organist, Johann Buxtehude (Hans Jenssen Buxtehude, 1602–1674), og Helle Jespersdatter. Buxtehude virkede i 39 år som organist i Mariakirken i Lübeck.
Faderen var organist i Helsingør, hvor Buxtehude også virkede nogle år før Lübeck.
Buxtehude blev en af Danmarks største komponister. Johann Sebastian Bach og Georg Friedrich Händel var blandt hans beundrere og blev inspireret af ham.

## Biografi
Forfædrene, som oprindelig må være kommet fra byen Buxtehude sydvest for Hamborg, slog sig ned i Bad Oldesloe i Hertugdømmet Holsten i begyndelsen af 1500-tallet. Dietrichs fader kom fra Oldesloe, og det blev længe antaget, at også Dietrich selv blev født her, men det regnes nu som overvejende sandsynligt, at han blev født i Helsingborg, hvor faderen i 1637 blev ansat som organist i Sankta Maria kyrka.
Det vides, at faderen var organist i Helsingborg. En indskrift i det tidligere orgel i Sankta Maria kyrka fra Helsingborg – senere i Torrlösa kyrka i Skåne oplyser: "Johannes Buxtehude – Oldesloe, Holsatg. – Organist, Helsingb. – 1641".

### Barndom
Fra 1641 findes der dokumentarisk belæg for, at faderen var organist ved Sankt Olai Kirke i Helsingør, Diderich var således kommet til byen som 4-6-årig, her voksede han op og under indtryk af, at han besad et højt kundskabsniveau er det sandsynligt, at han gik i byens latinskole, der lå i stueetagen i Karmeliterklosterets sydfløj. En kort nekrolog på latin i Nova literaria Maris Balthichi 1707 tyder på, at Buxtehude betragtede Danmark som sit hjemland, og fund af brevfragmenter fortæller, at familien kommunikerede på dansk; et delvist bevaret tekstfragment, fundet i en rotterede i Sankt Olai kirke, har teksten:
"Kære søn Diderich herhos p... de to 'bænke' [formodentlig bænkehynder] og et stykke kød og semler [rundstykker]. Spare mottern [moderen] er ikke f... ... Jeg sendte i torsdags forleden ... til din stue .er hos Ge... ... over, på mandag til ... om det er god vejrlig ... Jeg ... kommer til dig ..."
Brevet skal sandsynligvis dateres til tiden mellem 1. maj 1657 og 1. april 1660, hvor Buxtehude var organist hinsides Sundet. Brevet stammer med andre ord fra svenskekrigenes tid.
Om hans opvækst vides intet. Det er dog sandsynligt, at han fik sin første orgelundervisning af sin fader. Han må tidlig have udvist en usædvanlig musikalsk begavelse og blev som 20-årig i 1657 eller 1658 ansat som organist i Mariakyrkan i Helsingborg.

### Virke
Her blev han i tre år, men tiden kan ikke have været let for ham. Lønnen var ussel, og han kom snart i gæld. En af hans kreditorer var rådmand David Gjedde, som han skyldte 40 daler, et halvt års løn. Næsten samtidigt udbrød en ny krig mod Sverige, og han mistede sin embedsbolig. Da Danmark ved freden i Roskilde 1658 mistede Skånelandene, kom Helsingborg under svensk herredømme.
Måske var det årsag til, at han i oktober 1660 søgte tjenesten som organist i Helsingørs Sct. Mariæ Kirke, som var blevet ledig efter, at kirkens organist gennem den foregående halve snes år, Claus Dengel, vendte tilbage til sin hjemegn i Slesvig. Kirken betjente mest den tyske menighed. Han fik arbejdet i konkurrence med en organist fra Landskrona. I kirkens papirer for oktober 1660 står:
"Givet til Discretion, som manerligt er, til tvende Orgemestre, den ene fra Landscrone og den anden fra Helsingborg, som slog deres Proba, 10 Rixd., er 15 Dal."
Hvem organisten fra Landskrona var, er ikke kendt; Diderik Buxtehude fik embedet. Fra Helsingørs tyske menighed gik rygtet om orgelmesteren snart til Tyskland, og da organisttjenesten i Mariakirken i Lübeck blev ledig 1668, fik han arbejdet.
Allerede mens han boede i Helsingør, var han aktiv som komponist. Det er ikke muligt med sikkerhed at påvise hvilke værker, han skrev her, men det vides at kantaten "Aperite mihi portas justitiae" ("Oplad mig retfærdigheds porte", BuxWv7) er skrevet her og tilegnet byens postmester. Buxtehude stod flere gange fadder ved barnedåbe i byen for børn fra byens bedste kredse. Det lykkes ham kort efter sin ansættelse at få gennemført en kostbar restaurering og udvidelse af kirkeorglet, skønt dette var mindre end 30 år gammelt.

### Lübeck
Den 5. november 1667 døde Franz Tunder, og den prestigefyldte post som organist i Marienkirche i Lübeck blev med det ledig. Efter, at en række håbefulde ansøgere havde været til prøvespil og var blevet forkastet, faldt valget på Buxtehude. Han blev udnævnt den 11. april 1668 og fik samtidig den uafhængigt aflønnede stilling som kirkens Werckmeister (sekretær, regnskabsfører og lignende). Den 23. juli blev han borger i byen, og den 3. august senere giftede han sig med Anna Margrethe Tunder, forgængerens yngste datter. De fik syv døtre, hvoraf fire blev voksne:
- Helena (1669-1669).
- Helena Elisabeth (1670-1692).
- Anna Sophia (1672-1675).
- Anna Marghareta (1675-1717).
- Anna Sophia (1678-1. halvdel af 18. århundrede).
- Dorothea Catrin (1683-1. halvdel af 18. århundrede).
- Maria Engel (1686-1687).

Buxtehude stod i sine stillinger i Lübeck resten af sit liv. De officielle pligter bestod i at spille orgel under morgen- og aftensgudstjenesterne på søn- og helligdage og under vesperne. Buxtehudes ry som organist trak folk til byen, det samme gjorde koncertrækken Abendmusik, som svigerfaderen Franz Tunder startede, og som Buxtehude videreførte og udvidede. Koncerterne blev sponsorerede af byens næringsdrivende, og adgangen var gratis. Buxtehudes efterfølgere ved Mariakirken videreførte koncerterne frem til 1810.
Den 17. august 1703 kom Georg Friedrich Händel og Johann Mattheson til byen, sandsynligvis fordi Mattheson havde til hensigt at søge på organiststillingen, som den da 66 år gamle Buxtehude overvejede at frasige sig, men Mattheson trak sig tilbage som følge af den traditionelle betingelse om at gifte sig med en af forgængernes døtre. I slutningen af 1705 kom Johann Sebastian Bach for at høre den gamle mester. Han blev i Lübeck i tre måneder, betydeligt længere end aftalt med arbejdsgiverne i Arnstadt, og kan have deltaget i de "ekstraordinære" Abendmusik-koncerter, som blev afholdt 2. og 3. december 1705 til ære for afdøde kejser Leopold I og for at hædre efterfølgeren Josef I.

## Død og begravelse
Buxtehude døde den 9. maj 1707, og den 16. maj blev han bisat i Lübecks Mariekirke ved dens "Totentanzorgel" (dødsdansorgel) og begravet ved siden af faderen og fire døtre på Mariakirkens kirkegård. Assistenten Johann Christian Schieferdecker tiltrådte organistposten den 23. juni og giftede sig med Anna Margreta Buxtehude den 5. september 1707.
I anledning af Buxtehudes død bragte tidsskriftet "Nova Litteraria Maris Balthici et Septentriones" i Lübeck en kronik på latin, som i oversættelse lyder:
"Den 9. maj døde den mest indsigtsfulde mand i musikkens kunst, om nogen, og mester i orgelspil gennem 38 år her hos os i Marie-kirken, Diderich Buxtehude, hvis navn er kendt af musikkendere overalt, og som gløder i erindringen hos vore yngre mestre. Han anerkendte Danmark som sit fædreland; han blev omkring 70 år."

### Mindetavler
I anledning af Buxtehudes 250. dødsdag i 1957 blev der opstillet en mindetavle i Mariekirken.
I Helsingborgs Mariakirke findes i dag en mindetavle over Buxtehude. Byen har dog ikke altid værdsat sin største søn: I 1849 solgtes hans orgel på offentlig auktion, og det findes i dag i Torrlösa kirke nordvest for Eslöv i Skåne.

## Formidling, vurdering og eftermæle
Det ser ud ikke til, at Buxtehude rejste meget, men Johannes Voorhouts maleri Huslig musikscene, en allegori over venskab fra 1674 viser, at han var en nær ven af Johann Adam Reincken og Johann Theile i Hamborg. Buxtehude bidrog med et digt til Theiles Matteuspassion (Lübeck, 1673) og bistod med at finansiere offentliggørelsen af Theiles messer. Andreas Werckmeister medtog nogen af Buxtehudes digte i Harmonologia Musica (1702) og formidlede mange af hans orgelkompositioner til Johann Gottfried Walther; disse kopier er bevarede for eftertiden. Buxtehude stod også på god fod med Dübenfamilien i Stockholm, og det er takket være Gustaf Düben den ældres ihærdige indsamlingsarbejde til det, som nu kalles Dübensamlingen, at mange af Buxtehudes vokalværker er bevarede.
Den meste kendte af Buxtehudes elever er Nicolaus Bruhns, som studerede komposition og orgelspil med ham. Bruhns skal have været Buxtehudes yndlingselev, og i henhold til Matthesons musikleksikon var Buxtehude det store forbillede for Bruhns. Den sydtyske komponist Johann Pachelbel dedicerede  Hexachordum Apollinis (1699) til Buxtehude.
Buxtehude regnes som den vigtigste repræsentant for den nordtyske orgelskole, og som komponist af orgelmusik en af de mest betydelige før Johann Sebastian Bach.

## Værker

### Vokalværker
128 af Buxtehudes vokalværker er bevarede i deres helhed, alle med kirkelige tekster, bortset fra otte som er skrevet til bryllupper. Værkerne blev til i en periode, da den protestantiske kirkekantate var i rivende udvikling. Selv om de ofte bliver omtalt som kantater, er de det strengt taget ikke, for i 1600-tallet var betegnelsen stort set reservert verdslige vokalværker. Først senere kom også kirkelige vokalværker bestående af uafhængige satser ind under kantatebegrebet, og selv denne betydning er det kun et fåtal af Buxtehudes vokalværker, som tilfredsstiller.

### Instrumentalmusik
Indtil ca. 1940 kendte man stort set kun til Buxtehudes kirkelige værker: vokalværkerne Missa brevis, kantaterne, orgelkompositionerne Cansonetta i G-dur, Chaconne i e-moll, koralfantasierne og toccataerne, og endelig kammermusikken, 6 sonater for 2 violiner, viola da gamba med continuo. Man vidste, at Buxtehude også havde skrevet cembalo-kompositioner, men man mente, at disse, bortset fra en suite i Uppsala, var gået tabt. Imidlertid viste det sig, at man i den danske slægt Ryges familiebog havde 19 suiter og 6 variationsværker skrevet i tabulatorskrift liggende. De blev offentliggjorte i 1942 og giver et levende, rigt og nuanceret nærbillede af komponisten Buxtehude.
Buxtehudes værker er i dag katalogiseret i "Buxtehude-Werke-Verzeichnis" (dansk: Buxtehude-værk-fortegnelse).
Hans orgelmusik blev bevaret gennem afskrifter, der cirkulerede blandt hans elever. Enkelte af disse værker findes til downloads her: www.imslp.org Arkiveret 30. april 2007 hos  Wayback Machine
I Uppsala findes kopier af hans vokale værker, som han sendte til sin ven Gustav Düben, kongelig kapelmester ved hoffet i Stockholm.
Den eneste musik, han fik udgivet i sin levetid, var 14 sonater for violin, viola da gamba og continuo, opus 1 og opus 2, Hamborg 1694 og 1696. De er genudgivet i faksimile på det franske forlag Fuzeau : lassical-music.fuzeau.com Arkiveret 4. september 2004 hos  Wayback Machine men kan hentes i moderne udgave på www.lysator.liu.se Arkiveret 5. april 2007 hos  Wayback Machine
- Alles, was ihr tut mit Worten oder mit Werken (efter Kol.3,17). Kantate for vokalsolister, kor, strygere og continuo. Opføres også i dansk oversættelse som "Eders hele Værk".